# PlayStation VR
PlayStation VR, precedentemente conosciuto con il nome in codice Project Morpheus, è un visore di realtà virtuale sviluppato da Sony e progettato per essere compatibile con la PlayStation 4; è stato commercializzato il 13 ottobre 2016 in tutto il mondo.
Il 22 febbraio 2023 è uscito il suo successore, PlayStation VR2, dedicato esclusivamente alla PlayStation 5.

## Storia

### Presentazione
PlayStation VR è stato annunciato durante la Game Developers Conference con il nome Project Morpheus. Il presidente di SIE Worldwide Studios, Shūhei Yoshida, ha presentato il dispositivo il 18 marzo 2014 dichiarando che "la realtà virtuale è la prossima innovazione da PlayStation che potrebbe modellare il futuro dei videogiochi" rivelando che la compagnia ha lavorato al visore per 3 anni.
PlayStation VR era presente alla PlayStation Experience Expo di Las Vegas nel dicembre 2014. Durante il Games Developer Conferenze 2015 Sony ha mostrato un prototipo con caratteristiche molto simili a quelle della versione finale del dispositivo, annunciandone il lancio per la seconda metà del 2016.

### Commercializzazione e vendite
Sony ha messo in commercio il dispositivo a partire dal 13 ottobre 2016, al prezzo di 399 dollari, 399 euro e 349 sterline. A fine febbraio 2017, il PlayStation VR aveva venduto circa 915.000 unità in tutto il mondo. Le vendite hanno poi subito una battuta di arresto, superando il milione di unità nel giugno dello stesso anno. A dicembre 2017 Sony ha dichiarato che PlayStation VR ha venduto 2 milioni di unità. Da febbraio 2018 anche in Italia è distribuito il nuovo modello del PlayStation VR CUH-ZVR2.
Ad agosto 2018, Sony ha confermato che erano state vendute 3 milioni di unità. A marzo 2019, le unità vendute sono salite a 4.2 milioni. A Febbraio 2020 Sony conferma il raggiungimento di 5 milioni di unità vendute. A Gennaio 2022 Sony conferma il raggiungimento di 6 milioni di unità vendute.

## Caratteristiche
Il Playstation VR è dotato di schermo OLED da 1080p, con una dimensione di 5.7 pollici. La risoluzione totale è di 1920×1080p che corrisponde a 960x1080p per occhio e garantisce un campo visivo di circa 100°.
Playstation VR funziona solamente in combinazione con Playstation Camera. Altri accessori utili, per aumentare il realismo e l'interazione nell'ambiente di realtà virtuale, e compatibili sono i controller Playstation Move e le cuffie Playstation Rig 4VR.